# Shkodër (district)
Shkodër (Albanees: Rrethi i Shkodrës) is een van de 36 districten van Albanië. Het heeft 185.000 inwoners en een oppervlakte van 1631 km². Het district ligt in het noordwesten van het land in de prefectuur Shkodër. Het hoofdstad van het district is de stad Shkodër.

## Gemeenten
Shkodër bestaat uit 17 gemeenten, waarvan twee steden.
- Ana e Malit
- Bërdicë
- Bushat
- Dajç
- Gur i Zi
- Hajmel
- Postribë
- Pult
- Rrethinat
- Shalë
- Shkodër (stad)
- Shllak
- Shosh
- Temal
- Vau i Dejës (stad)
- Velipojë
- Vig-Mnelë

## Bevolking
In de periode 1995-2001 had het district een vruchtbaarheidscijfer van 2,50 kinderen per vrouw, hetgeen hoger was dan het nationale gemiddelde van 2,47 kinderen per vrouw.
Berat · Bulqizë · Delvinë · Devoll · Dibër · Durrës · Ëlbasan · Fier · Gjirokastër · Gramsh · Has · Kavajë · Kolonjë · Korçë · Krujë · Kuçovë · Kukës · Kurbin · Lezhë · Librazhd · Lushnjë · Malësi e Madhe · Mallakastër · Mat · Mirditë · Peqin · Përmet · Pogradec · Pukë · Sarandë · Skrapar · Shkodër · Tepelenë · Tirana · Tropojë · Vlorë